# Arturo Barrios
Arturo Barrios Flores (ur. 12 grudnia 1963 w Meksyku) – meksykański lekkoatleta, długodystansowiec, dwukrotny mistrz igrzysk panamerykańskich, były rekordzista świata.
Odnosił sukcesy już jako junior. Zdobył złote medale w biegu na 1500 metrów, biegu na 5000 metrów i biegu na 10 000  metrów na mistrzostwach Ameryki Środkowej i Karaibów juniorów w 1980 w Nassau. Zwyciężył w biegu na 5000 metrów i  zdobył brązowy medal biegu na 2000 metrów z przeszkodami na mistrzostwach panamerykańskich juniorów w 1980 w Greater Sudbury.
Zwyciężył w biegu na 5000 metrów na igrzyskach panamerykańskich w 1987 w Indianapolis, wyprzedzając Adauto Dominguesa z Brazylii i Omara Aguilara z Chile. Zajął 4. miejsce w biegu na 10 000 metrów na mistrzostwach świata w 1987 w Rzymie. Zwyciężył w biegu na 5000 metrów na mistrzostwach ibero–amerykańskich w 1988 w Meksyku. Zajął 5. miejsce w biegu na 10 000 metrów i odpadł w eliminacjach biegu na 5000 metrów na igrzyskach olimpijskich w 1988 w Seulu.
18 sierpnia 1989 podczas mitingu ISTAF w Berlinie ustanowił rekord świata w biegu na 10 000 metrów czasem 27:08,23. Rekord ten przetrwał do 1993, kiedy to poprawił go Richard Chelimo. Zwyciężył w biegach na 1500 metrów i na 5000 metrów na igrzyskach Ameryki Środkowej i Karaibów w 1990 w Meksyku. 30 marca 1991 w La Flèche ustanowił rekordy świata w biegu na 20 000 metrów (czasem 56:55,6) i w biegu godzinnym (odległością 21 101 m). Oba te rekordy poprawił Haile Gebrselassie w 2007.
Ponownie zwyciężył w biegu na 5000 metrów na igrzyskach panamerykańskich w 1991 w Hawanie, przed swym rodakiem Ignacio Fragoso i Argentyńczykiem Antonio Silio. Zajął 5. miejsce w biegu na 10 000 metrów na igrzyskach olimpijskich w 1992 w Barcelonie oraz 2. miejsce w biegu na 5000 metrów w zawodach pucharu świata w 1992 w Hawanie.
W 1993 i 1994 zajął 3. miejsce w Maratonie Nowojorskim.

## Rekordy życiowe
Jest rekordzistą Meksyku na następujących dystansach (stan  na czerwiec 2021):
- bieg na 3000 metrów – 7:35,71 (10 lipca 1989, Nicea)[16]
- bieg na 5000 metrów – 13:07,79 (14 lipca 1989, Londyn)[17]
- bieg na 10 000 metrów – 27:08,23 (18 sierpnia 1989, Berlin)[18]
- bieg godzinny – 21 101 m (30 marca 1991, La Flèche)[19]
- bieg na 4 mile (szosa) – 17:34 (14 czerwca 1986, Peoria)[20]
- bieg na 10 kilometrów – 27:41 (1 marca 1986, Phoenix)[21]
- bieg na 12 kilometrów – 33:55 (2 maja 1993, Spokane)[22]
- bieg na 15 kilometrów – 42:36 (29 czerwca 1986, Portland)[23]
- bieg na 2 mile (hala) – 8:33,60 (2 lutego 1985, Dallas)[24]

Pozostałe rekordy życiowe:
- bieg na 1500 metrów – 3:37,61 (13 sierpnia 19899, Hengelo)
- półmaraton – 1:02:03 (24 stycznia 1988, Nara)
- maraton – 2:14,09 (21 kwietnia 1986, Boston)